# Batang Padang
Huyện Batang Padang là một huyện thuộc bang Perak của Malaysia. Huyện Batang Padang có dân số thời điểm năm 2010 ước tính khoảng 173211 người.